# Морозова Галина Володимирівна
Галина Володимирівна Морозова (нар. 28 вересня 1962, с. Велика Чернігівка, Житомирська область) — українська художниця, майстриня декоративного розпису. Заслужений діяч мистецтв України (2014).

## Життєпис
Галина Морозова народилася 28 вересня 1962 року в селі Великій Чернігівці, нині Овруцької громади Коростенського району Житомирської области України.
2010 року закінчила факультет кераміки та оформлення вітрин Канівського вищого професійного училища. У 1994–2003 роках працювала керівником гуртка Будинку школярів та юнацтва м. Канева.

## Творчість
Від 1983 — учасниця міських, обласних та всеукраїнських виставок. Персональні виставки провела в Каневі, Черкасах, Києві (1998–2020). 
2007 року в Каневі заснувала творчу спілку «Мистецька скарбничка». Одна її робіт «Де ти, кохання моє?» надрукована в шкільному підручнику «Українська література».
2014 року в Чернівцях видала художньо-поетичну збірку «У кожного своя доля», книжку «Колискові мальованки».
Творить у стилі політонізму мастихіном; використовує широку та насичену гаму кольорів. Роботи зберігаються в Шевченківському національному заповіднику, Канівському музеї декоративно-ужиткового мистецтва, Черкаському художньому музеї, Музеї Богдана Хмельницького в Чигирині та Музеї Тараса Шевченка в Пекіні.
Основні роботи:
- серії розписів: «У кожного своя доля та свій шлях широкий» (2002—2017), «Українське село під стріхою» (2010–2018), «Морські фантазії», «Поділюся щастям» (обидві — 2011), «Моє рідне село» (2013), «Колискові мальованки» (2014), «Дорога до храму» (2015);
- пам'ятний знак Тарасові Шевченку в с. Келеберда Черкаського району (2007);
- герб і прапор Канівського району (2008);
- живопис — «Яблуня в нічному сяйві» (2009), «Ніч над Дніпром» (2010), «Яблуня» (2012), «Остання осінь настає», «Вітряки» (обидва — 2013), «Котик-місяць» (2014);
- паркова скульптура «Птах Щастя» в Каневі (2018).

## Нагороди
- заслужений діяч мистецтв України (9 січня 2014) — за значний особистий внесок у соціально-економічний, науково-технічний та культурно-освітній розвиток Черкаської області, вагомі трудові досягнення, високу професійну майстерність та з нагоди 60-річчя утворення Черкаської області[2];
- дипломантка Всеукраїнського фестивалю ім. М. Приймаченко (2010);
- медаль «За заслуги перед містом» (2007, м. Канів).